# 이원익 인조 묘정 배향 교서
이원익인조묘정배향교서(李元翼仁祖廟廷配享敎書)는 대한민국 경기도 광명시 충현박물관에 있는 조선시대의 교서이다. 2009년 10월 16일 대한민국의 경기도 유형문화재 제229호로 지정되었다.

## 지정 사유
이 교서는 보관상태가 완전하여 배향교서의 완전한 형식을 알려줄 뿐만 아니라 여타 문헌에 수록된 교서의 문자간 오류를 바로 잡을 수 있고, 제진자(製進者)와 필서자(筆書者)가 밝혀져 있다는 점에서 사료적 가치가 크다.

## 참고 자료
- 이원익 인조 묘정 배향 교서 - 국가유산청 국가유산포털